# Convergenza (partito politico)
Convergenza (in spagnolo: Convergencia) è un partito politico guatemalteco di orientamento socialista.

## Storia
In occasione delle elezioni generali del 1999 alcune formazioni di sinistra, nella specie Unità Rivoluzionaria Nazionale Guatemalteca (URNG-MAIZ), Sviluppo Integrale Autentico (DIA) e Fronte Democratico Nuova Guatemala (FDNG), costituirono la coalizione Alleanza Nuova Nazione (Alianza Nueva Nación - ANN). Per la carica di Presidente della Repubblica, la coalizione sostenne la candidatura di Álvaro Colom Caballeros, che giunse al terzo posto col 12,36% dei voti (sarebbe stato eletto alle successive elezioni del 2007 per l'Unità Nazionale della Speranza).
Nel 2003 Pablo Monsanto (all'anagrafe Jorge Ismael Soto), già comandante delle Fuerzas Armadas Rebeldes, promosse la trasformazione dell'alleanza in partito; ad esso, tuttavia, aderirono solo alcuni esponenti dei soggetti politici che avevano preso parte alla coalizione, oltre a varie formazioni minori. Fu così che alle elezioni generali del 2003 e a quelle del 2007, URNG-MAIZ, DIA e ANN si presentarono con candidati autonomi (nel 2003, peraltro, l'ANN si presentò solo alle parlamentari).
Nel 2010 il partito mutò denominazione in Alternativa Nuova Nazione (Alternativa Nueva Nación).
Alle elezioni generali del 2011 il partito costituì con Winaq e URNG-MAIZ la coalizione Frente Amplio, sostenendo alla presidenza Rigoberta Menchú, che ottenne il 3,22%; non ottenne alcuna rappresentanza parlamentare poiché, dei 3 seggi ottenuti dalla coalizione, 2 andarono a URNG-MAIZ (Carlos Enrique Mejía Paz e Walter Rolando Félix López) e uno a Winaq (Amílcar de Jesús Pop Ac).
Nel 2014 mutò denominazione in Convergenza. Alle elezioni generali del 2015 si presentò come Convergencia CPO-CRD (con Consejo de Pueblos de Occidente - CPO e Convergencia por la Revolución Democrática - CRD) e ottenne 3 seggi (Erwin Enrique Álvarez Domínguez, Leocadio Juracán Salomé e Sandra Nineth Morán Reyes).
Perse la propria rappresentanza parlamentare a seguito delle elezioni generali del 2019.

## Loghi

2003
2011
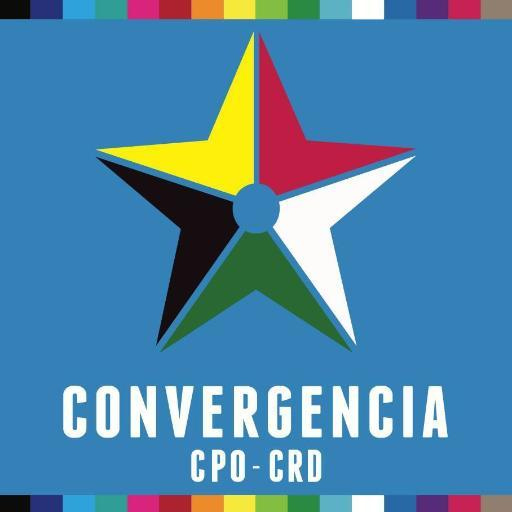
2015
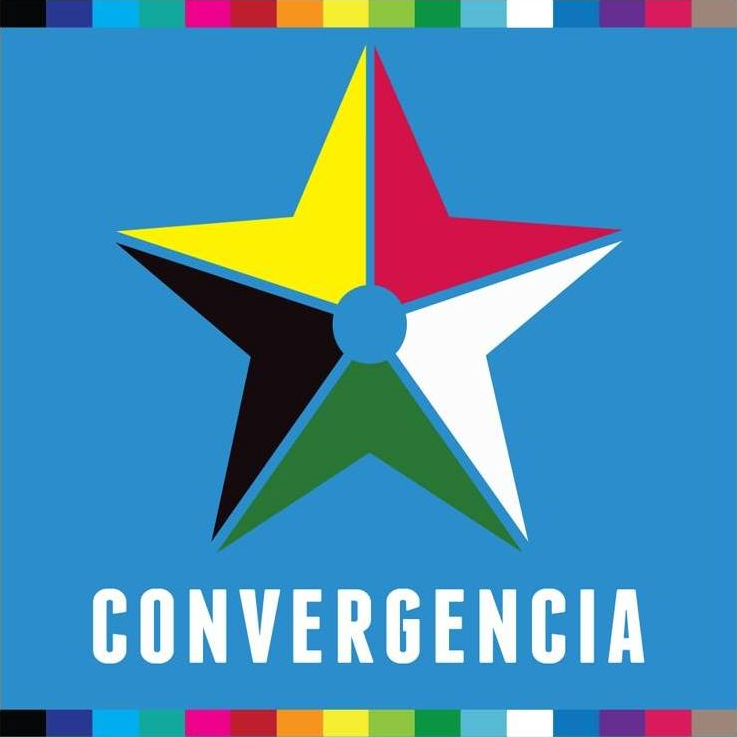
2019

## Risultati elettorali
| Elezione                                  | Voti    | %    | Seggi   |
| ----------------------------------------- | ------- | ---- | ------- |
| Parlamentari 2003                         |         |      | 6 / 158 |
| Parlamentari 2007                         | 43.148  | 1,37 | 0 / 158 |
| Parlamentari 2011 (con Winaq e URNG-MAIZ) | 140.775 | 3,23 | 3 / 158 |
| Parlamentari 2015                         | 175.515 | 3,85 | 3 / 158 |
| Parlamentari 2019                         | 49.284  | 1,22 | 0 / 160 |